# Idioma kung
El !kung, kung-ekoka o !xũ es una lengua joisana (o khoisan) del norte hablada en Namibia, Angola y Botsuana. En total, tiene unos 5000 hablantes. Posiblemente es la misma lengua que el 'akhoe y el vasekela. No tiene el clic consonántico labial, típico de las lenguas joisanas del sur.

## Aspectos históricos, sociales y culturales

### Distribución geográfica
El cungo se habla en Namibia, Angola y Botsuana, alrededor de los territorios del río Okavango y Ovambolandia. Algunas variedades de !kung son muy mal conocidas, el número de variedades mutuamente ininteligibles estaría entre 11 y 15, según diversos autores. Heine y Honken (2010) proponen una clasificación en 11 variedades divididas en cinco grupos:
1. !Xun septentrional
  1. Maligo [mwj] (!xuun, kúándò !xuun; SE. de Angola).
  2. ǃʼOǃKung [oun] (!ʼo !uŋ; parte oriental de Angola central).
2. !Xun occidental [knw] (Kung-Ekoka)
  1. (!xūún, !ʼālè !xòān "Valley !Xun"; Eenhana district, N. de Namibia).
  2. Akhwe (!xūún, ǀʼākhòè !xòān "Kwanyama !Xun"; Eenhana, N. de Namibia).
  3. Tsintsabis (!xūún; Tsintsabis, distrito de Tsumeb, N. de Namibia).
3. !Xun de Kavango (!xūún, o dom !xūún "!Xun del río" en Ekoka; distrito de Rundu occidental, N. de Namibia, y áreas adyacentes de Angola).
4. !Xun central
  1. Gaub (distrito de Tsumeb, N. de Namibia).
  2. Neitsas (distrito de Grootfontein, N. de Namibia).
5. !Xun suroriental
  1. Juǀʼhoan [ktz] (ju-|ʼhoan(-si); distrito de Tsumkwe, N. de Namibia, y áreas adyacentes de Botsuana).
  2. Dikundu (!xun, ju-|ʼhoa(si); Dikundu, W Caprivi).
  3. ǂKxʼauǁʼein [aue] (ju-|ʼhoan(-si), !xun, ǂxʼāōǁʼàèn "gente del norte"; distrito de Gobabis, E. de Namibia).

### Estatus actual
El !kung está en peligro de desaparición, junto con la mayoría de las demás lenguas joisanas, debido a la presión realizada por las lenguas bantúes y la cultura joi. El herero, el nama y el tswana comienzan a ser más usados que el cungo. La cultura tradicional de cazadores-recolectores de los joisan está siendo sustituida por pequeñas plantaciones similares a las bantúes y joi.

## Descripción lingüística

### Clasificación
El !kung es una lengua joisana de África del Sur septentrional.

### Fonología
Los contrastes fonémicos del cungo incluyen los siguientes:
- Supraglotales o ingresivas - infraglotales o egresivas: twa acabar frente a ‡wa imitas
  - Consonantes infraglotales o egresivas
    - Oclusivas sonoras - sordas no aspiradas - sordas aspiradas: da piel, ta naranja salvaje, tha aguijón de abeja
    - Africadas sonoras - sordas no aspiradas - sordas aspiradas - eyectivas: djau expresión de sorpresa, tca tomar, coger, tshe semana, tc'a verter
    - Fricativas sonoras - sordas: za insultar sexualmente, se ver

  - Consonantes supraglotales o ingresivas (clic)
    - Sonoras no aspiradas - sonoras aspiradas: g!ai~ un tipo de víbora, g!hei~ árbol
    - sordas no aspiradas - sordas aspiradas: !e~ reuido, !ha~ saber
    - Emisión no africada - africada: !o detrás, !xo elefante
    - Emisión normal - glotal: !ábí enrollar una manta, !ˀàbú rifle
    - Normal - nasal: |i rinoceronte, n|i sentar/estar sentado
- Vocales
  - Normal - nasal: g!a lluvia, g!a~ rojo
  - Normal - faríngea: n|om conejo, n|om bocazas
  - Corta - larga: |u lanzar, |u: meter

El cungo, como la mayoría de las lenguas joisanas, posee clic consonántico. Al contrario que otras lenguas joisanas, no posee clic labial. El cungo también distingue entre tres y cinco tonos.

### Gramática
El cungo se suele clasificar como una lengua analítica, lo que quiere decir que el significado básico de una palabra se modifica añadiendo otras palabras separadas más que por sufijos o la modificación de la estructura interna. Existen unos pocos sufijos, excepciones como por ejemplo los plurales distributivos de sustantivos que se forman con los sufijos -si o -mhi.
El !kung no distingue plural formal y los sufijos -si y -mhi son de uso opcional.

### Sintaxis
El orden dentro de la frase es adverbio-sujeto-verbo-objeto (SVO) y en esto es similar al español: "la culebra muerda al hombre" se traduce como ‡'aama n!ei zhu (‡'aama - culebra, n!ei - morder, zhu - hombre).

### Léxico
El !kung usa modulaciones de tono en palabras y frases y tiene un vocabulario finamente diferenciado para animales, plantas y condiciones medioambientales del desierto del Kalahari, dónde se habla la lengua. Por ejemplo, las plantas del género Grewia tienen cinco nombres distintos, representando cinco especies diferentes del género.